# Beverbeek Classic 2012
La Beverbeek Classic 2012, quindicesima edizione della corsa, valida come evento dell'UCI Europe Tour 2012 categoria 1.2, si svolse il 25 febbraio 2012 su un percorso di 175,6 km. Fu vinta dal belga Tom Van Asbroeck, che terminò la gara in 4h 09' 00" alla media di 42,3 km/h.
Furono 143 i ciclisti che tagliarono il traguardo.

## Ordine d'arrivo (Top 10)
| Pos. | Corridore          | Squadra         | Tempo    |
| ---- | ------------------ | --------------- | -------- |
| 1    | Tom Van Asbroeck   | Topsport Vl.    | 4h09'00" |
| 2    | Ian Wilkinson      | Endura Racing   | s.t.     |
| 3    | Alexandre Blain    | Endura Racing   | s.t.     |
| 4    | Justin Van Hoecke  | Wallonie Br.    | s.t.     |
| 5    | Reinier Honig      | Landbouwkrediet | s.t.     |
| 6    | Matthias Allegaert | Ovyta           | s.t.     |
| 7    | Mark McNally       | An Post         | s.t.     |
| 8    | Dries Hollanders   | Metec Cont.     | s.t.     |
| 9    | Julien Stassen     | Idemasport      | s.t.     |
| 10   | Johan Coenen       | Differdange     | s.t.     |